# Plan B (Megan Thee Stallion)
Plan B è un singolo discografico della rapper statunitense Megan Thee Stallion, pubblicato nel 2022 ed estratto dall'album Traumazine.

## Tracce
- Download digitale

1. Plan B – 2:43

## Classifiche
| Classifica (2022) | Posizione massima |
| ----------------- | ----------------- |
| Stati Uniti       | 29                |